# Fındıklıaksu, Düzce
Fındıklı Aksu là một xã thuộc thành phố Düzce, tỉnh Düzce, Thổ Nhĩ Kỳ. Dân số thời điểm năm 2010 là 153 người.